# 達薩祖梅
07°45′N 02°11′E / 7.750°N 2.183°E

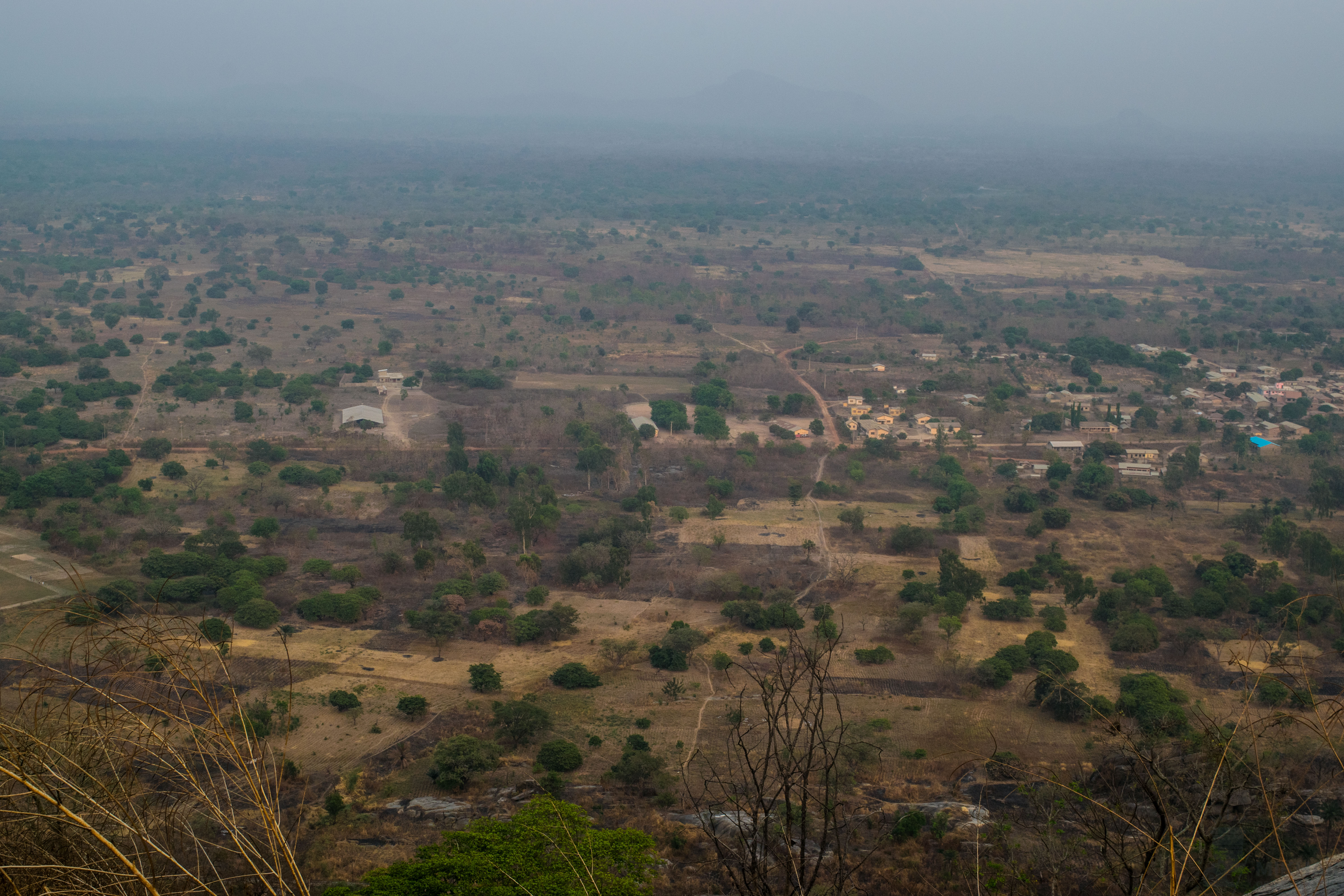
達薩祖梅

達薩祖梅（法語：Dassa-Zoumè）是貝寧的城鎮，位於該國中南部，由丘陵省負責管轄，面積1,711平方公里，海拔高度222米，2013年該城鎮人口112,122，人口密度每平方公里66人。